# Amor sin remedio
Amor sin remedio es una telenovela colombiana producida por Televideo para RCN Televisión en 2001. La telenovela es protagonizada por Jorge López, Marcela Vanegas y Rita Bendek.

## Sinopsis
A pesar de ser decidida y fuerte a la hora de manejar su vida, Angélica Vanegas no puede evitar entrar en la crisis de los 30. Su afán de encontrar su pareja ideal y toda la capacidad de dar y amar la llevan a idealizar a los hombres que se le acercan, por eso ha tenido que levantarse una y otra vez del dolor por las relaciones fallidas con quienes no quieren ningún compromiso, son oportunistas o hasta casados. Angélica debe reconocer tristemente que hasta su hija Juliana, con apenas diez años de edad, maneja mucho mejor el amor. La pequeña, que es su principal razón de vida, es la encargada de ponerla frente a la dura realidad. Graduada en medicina y con especialización en bioenergética y homeopatía, Angélica decide entonces volcar todo su amor en su profesión y en sus pacientes, sobre todo ahora que enfrenta el reto de dirigir el área de medicina alternativa de una importante clínica de la ciudad dedicada hasta entonces solo a la medicina tradicional. Este logro se lo debe a Bernardo Mejía, su maestro en la universidad y quien la recomendó ante los accionistas del centro médico, todo con una segunda intención, que se reencuentre con el gran amor de su vida, Fernando Duarte, un exprofesor de Angélica, con el que sostuvo una relación amorosa hace varios años. Ahora Fernando es el director de la clínica y solo le quedan seis meses de vida, pues sufre de leucemia, aunque ella no lo sabe.
Sin embargo, Fernando esta ennoviado con Camila Andrade, una de las mejores cirujanas del país y no tiene intenciones de involucrarse sentimentalmente con nadie más, pues no le parece injusto que Camila sufra con su muerte, aunque ni siquiera ella sabe sobre su enfermedad. Angélica y Fernando harán todo lo posible por sacar adelante el área de medicina alternativa, pues ambos están conscientes de que pueden ayudar en la cura de enfermedades, no solo físicas sino emocionales. Fernando es testigo de ello, pues es el único campo en el que se ha encontrado alguna esperanza de curación. Al mismo tiempo, Camila luchará por mantener el amor de Fernando aún después de enterarse de que hace diez años Angélica y él estuvieron unidos por un gran amor del que posiblemente existía una hija. Igual no está acostumbrada a perder y no piensa empezar ahora.

## Elenco
- Jorge López - Fernando Duarte
- Marcela Vanegas - Angélica Vanegas
- Rita Bendek - Camila Andrade
- Andrés Sandoval - Alexander
- Liz Fransheska Blanco - Ama de llaves
- Marcela Jiménez - Juliana
- Rodrigo Candamil